# 탐판나라군
탐판나라군은 나콘시탐마랏주의 행정 구역이다. 이 지역의 총 인구 수는 2017년 기준으로 19246명이다. 인구 밀도는 102.4km2이다.

## 행정 구역
| 번호 | 지명          | 태국어 지명 | 빌리지 | 인구  |
| ---- | ------------- | ----------- | ------ | ----- |
| 01.  | Tham Phannara | ถ้ำพรรณรา    | 10     | 7,864 |
| 02.  | Khlong Se     | คลองเส      | 08     | 4,331 |
| 03.  | Dusit         | ดุสิต         | 11     | 7,051 |

|  | 이 글은 지리에 관한 토막글입니다. 여러분의 지식으로 알차게 문서를 완성해 갑시다. |

1. ↑  “Population statistics 2017” (태국어). Department of Provincial Administration. 2018년 5월 18일에 확인함.